# سرقوسة

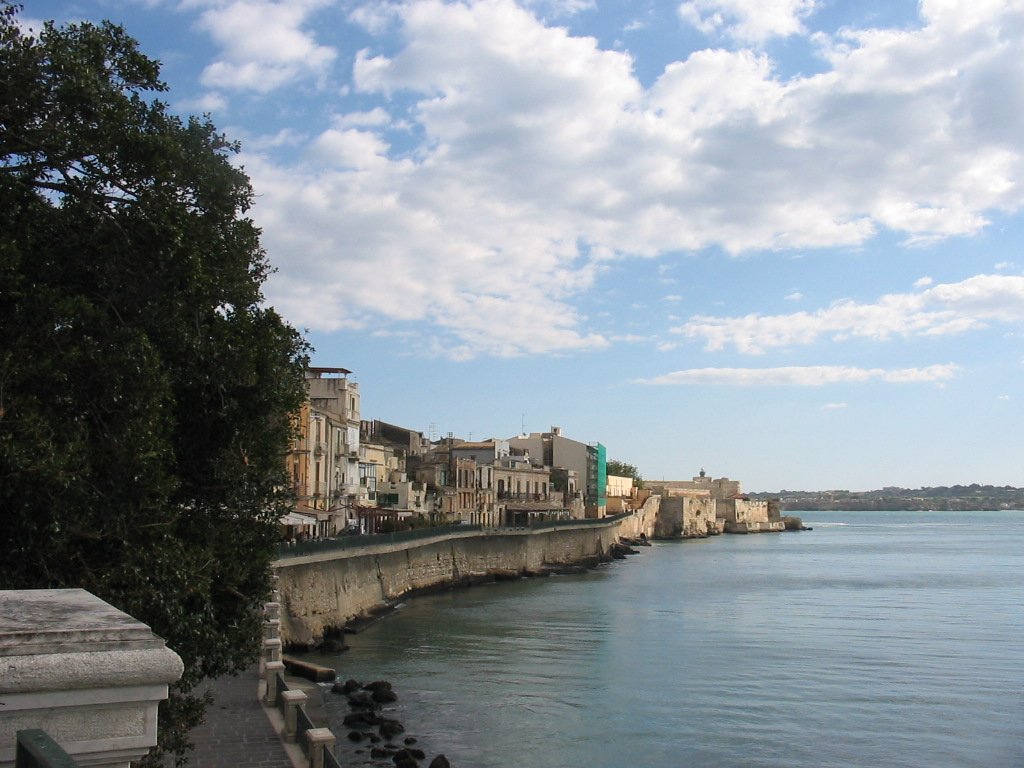
الكورنيش

سَرَقُوسَة أو سيراقوسة أو سيراكوز (بالإيطالية: Siracusa) مدينة في جزيرة صقلية تقع في الساحل الجنوبي الشرقي لها سكانها 124.000 نسمة.
وهي عاصمة مقاطعة سرقوسة التي يبلغ سكانها 396.000 نسمة.
تعتبر مدينة سياحية جميلة، وقد وصفها شيشرون بأنها «أعظم وأجمل المدن اليونانية قاطبة»، وسط سرقوسة التاريخي اعتبرته اليونسكو عام 2005 ضمن مواقع التراث العالمي.

## السكان
في سنة 1861 بلغ عدد السكان 19٬286 نسمة، وتطور العدد ليصل في سنة 2017 لـ 121٬627 نسمة.
يظهر هذا المخطط البياني تطور النمو السكاني لـ سرقوسة.

## الجغرافيا

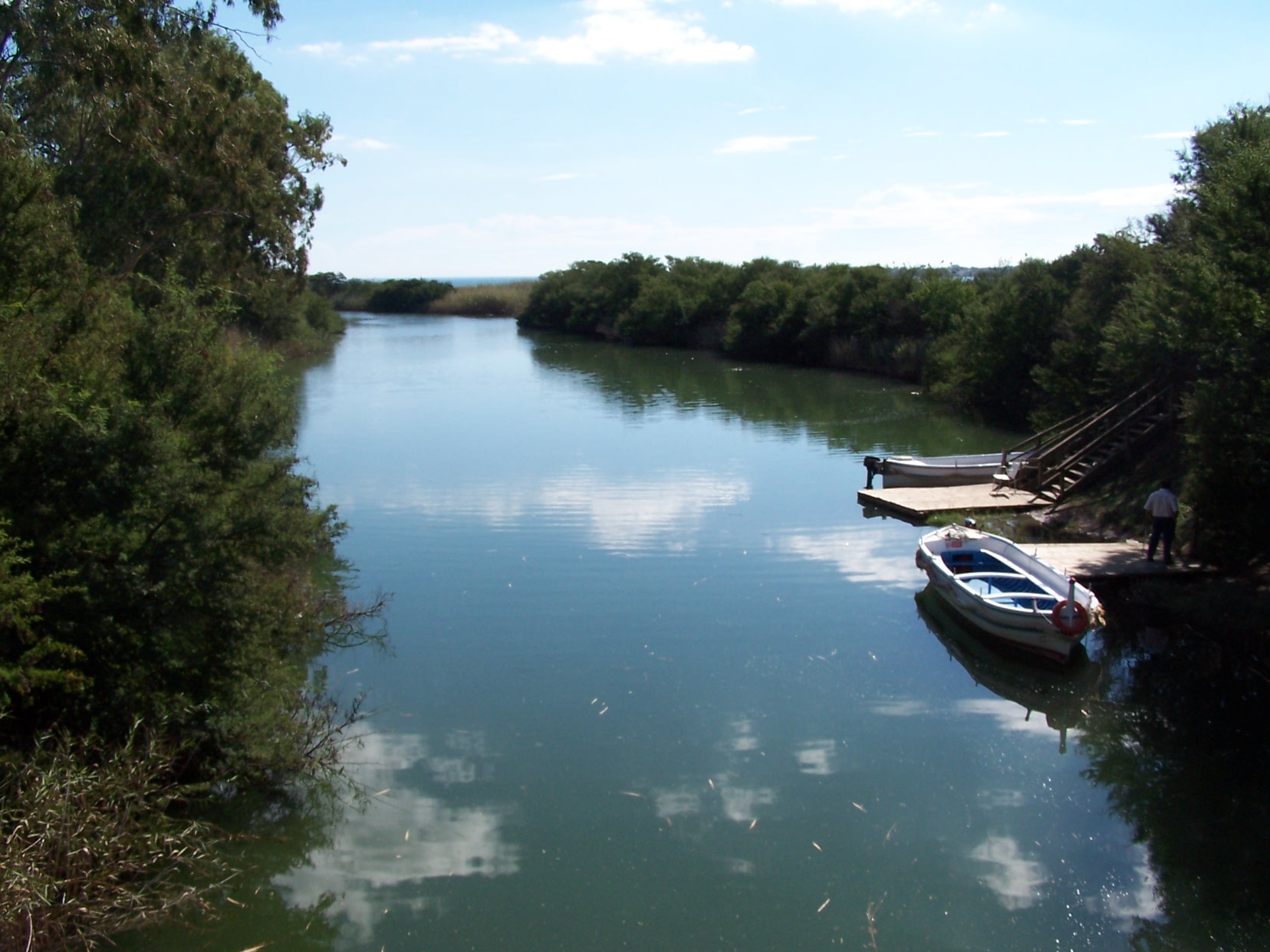
نهر جاني

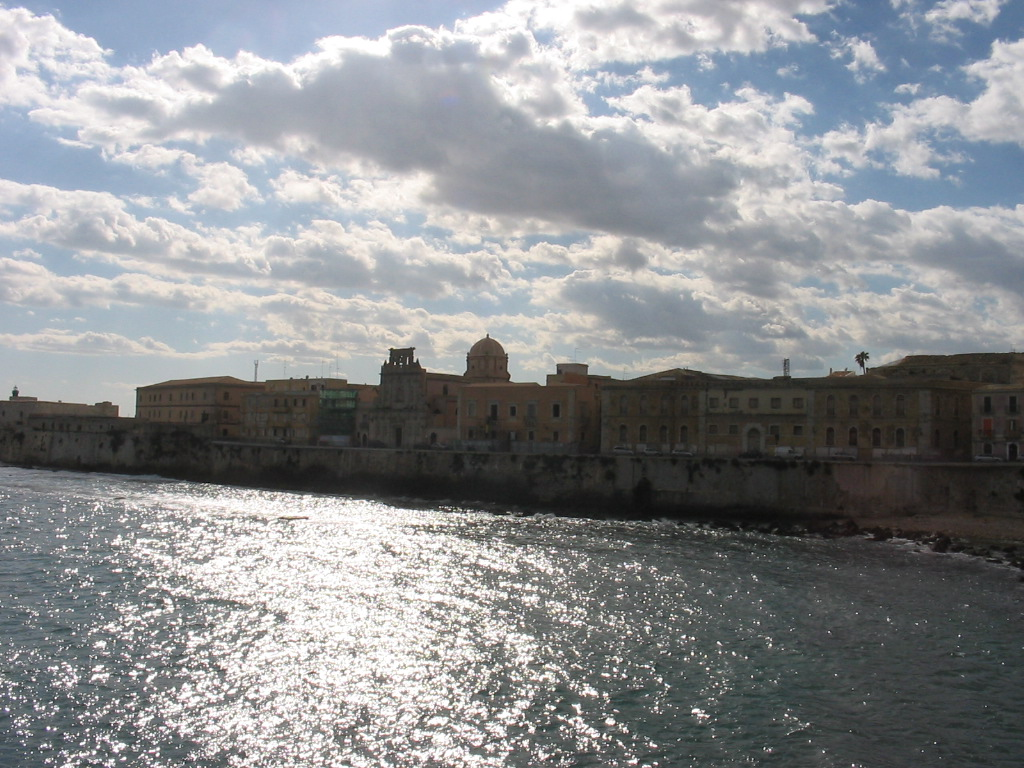
جزيرة أُرتيجية

المدينة تقع جزئيا على الرأس - جزيرة أُُرتيجية، وجزئيا في البر الرئيسي. أن شكل الساحل يحدد نطاق خليج بورتو غراندي Porto Grande الواسع، على جدران المدينة من الشمال والجنوب من جزيرة كيب لبليمميريو. يخترقها نهري تشاني وأنابو ويصبان في بورتو غراندي مشكلين مناطق أهوار تعرف تاريخيا Pantanelli بانتانيلي.
في أراضي التابعة لبلدية سرقوسة يوجد محميتان طبيعيتان، محمية نهر تشاني وساليني الطبيعية والمنطقة بليميريو المحمية البحرية. الأولى أنشئت في عام 1984 رغبة في حماية نبات البردي وبيئة ساليني. أما الثانية فأسست في عام 2005، لحماية البيئة البحرية والآثار الموجودة في مياه البحر .

## التاريخ

### العصر الإغريقي

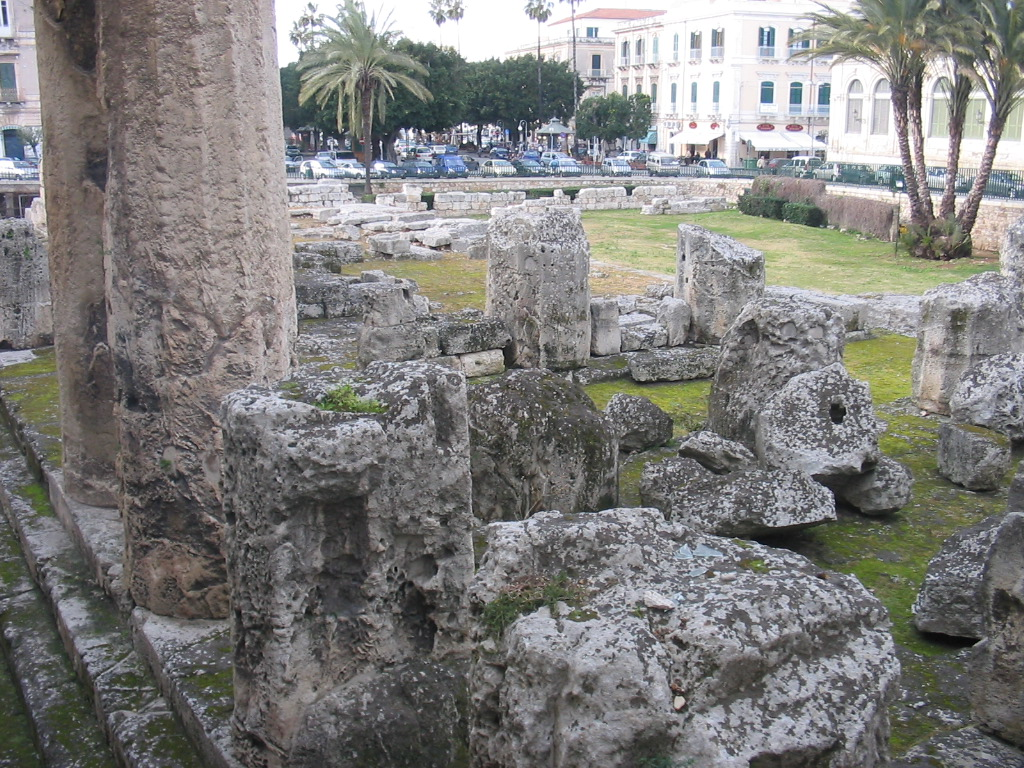
معبد أبولو في أُتيجية

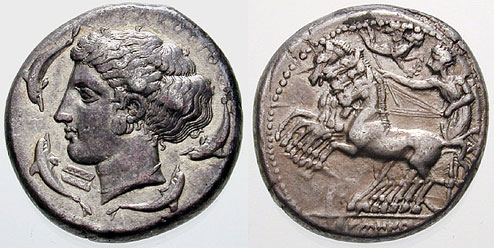
دراخما سيراقوسية (415-405 قبل الميلاد)

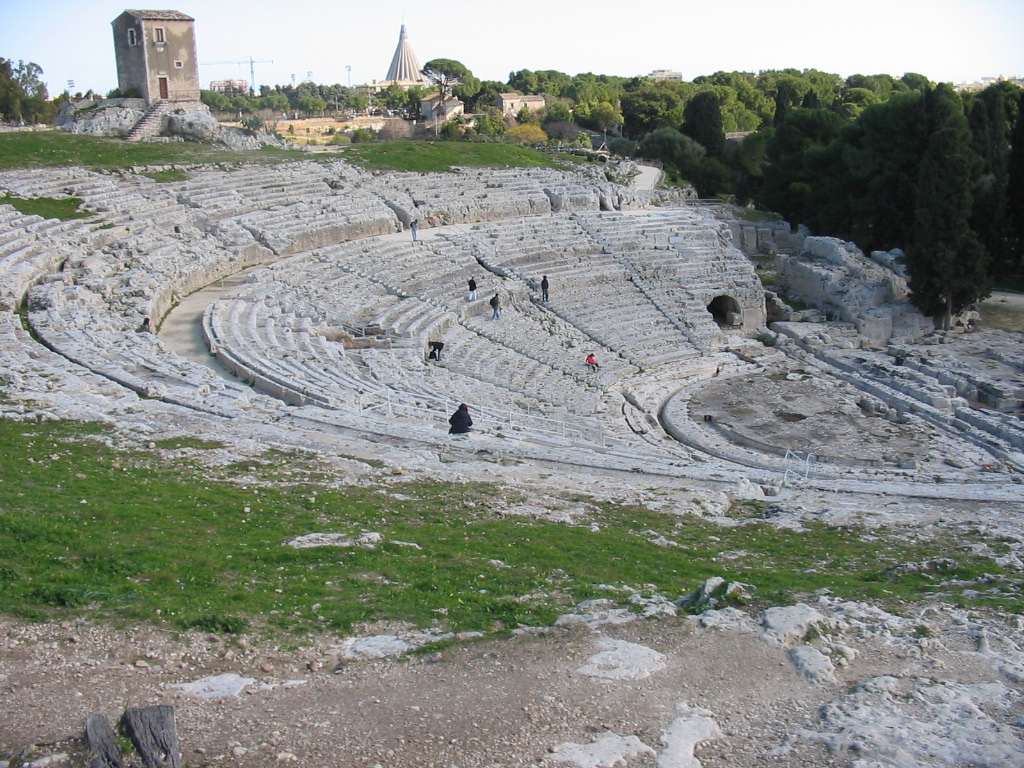
المسرح الإغريقي

سرقوسة والمنطقة المحيطة بها كانت مأهولة بالسكان منذ العصور القديمة، كما يتبين من خلال الاكتشفات في قرى ستينتينيلو، أونيينا، بليميريو، ماترينسا، كوتسو بانتانو، وثابسوس، والتي سبق لها علاقة مع ميسينيا اليونانية.
أسست من قبل مستوطنين إغريق في 734 أو 733 قبل الميلاد جاءوا من كورنت وتينيا بقيادة أرشياس، الذي دعاها Sirako سيراكو وتشير إلى مستنقع قريب. نواة المدينة القديمة هي الجزيرة الصغيرة أُُرتيجية Ortygia. وجد المستوطنون أن الأرض خصبة وأن القبائل الأصلية لم تحارب وجودهم. المدينة نمت وازدهرت، وأحيانا كانت تعتبر أقوى المدن اليونانية في البحر الأبيض المتوسط. تأسست مستعمرات في اكراي (664 قبل الميلاد)، كاسميناي (643 قبل الميلاد) وكامارينا (598 قبل الميلاد). نسل أول مستعمرين، دعوا Gamoroi غاموروي، أمسكوا بالسلطة حتى طردوا من Killichiroi كيليشيروي، وهي الطبقة أدنى في المدينة. ولكن عادت إليهم السلطة في العام 485 قبل الميلاد وبفضل مساعدة من جيلو حاكم جيلا. وأصبح جيلو شخصيا حاكم المدينة، ونقل العديد من سكان جيلا وكامارينا وميجيرا إلى سرقوسة، لبناء الحياء الجديدة تيشي ونيابوليس خارج الجدران. برنامجه الجديد للإنشاءات جديدة شمل أيضا مسرح صممه داموكوبوس، وقد أعطى المدينة ازدهارا في الحياة الثقافية: وهذا بدوره جذب إليها شخصيات مثل الكاتب المسرحي آشیلوس aeschylus، أريو من ميتيما، يوميلوس من كورنت، وسافو الذي نفي إلى هنا من ميتيلين. توسع سرقوسة في القوة حتم الاصتدام مع قرطاجيين الذين كانوا يحكمون الجزء الغربي من جزيرة صقلية في معركة هيميرا تمكن جيلو المتحالف مع ثيرون حاكم أغريجنتو من تحقيق انتصار حاسم على القوات الإفريقية وقائدها هاميلكار، وقد أنشأ معبد في المدينة باسم أثينا (في مكان الكاتدرائية اليوم) تخليدا لهذا الحدث.
ورث جيلو أخوه هيرو الأول الذي حارب الأتروسكان في كوماي في عام 474 قبل الميلاد. وقد مدح حكمه من شعراء مثل سيمونيدس من سيوس، باتشيليديس وبيندار، الذي زار محكمتها. قدم ثراسيبولوس (467 قبل الميلاد) نظام ديمقراطيا للمدينة. استمرت سرقوسة في التوسع في صقلية، ومكافحة تمرد السيكوليين، وفي البحر التيراني أرسلوا حملات إلى جزر كورسيكا وإلبا. في القرن الخامس قبل الميلاد وجدت سرقوسة نفسها في حرب مع أثينا التي سعت للحصول على المزيد من الموارد للقتال في حرب بيلوبونس. طلب السيراقوسيون المساعدة من إسبرطة أعداء أثينا في الحرب في إلحاق الهزيمة بهم، وتدمير سفنهم وتركهم فريسة الجوع على الجزيرة. في عام 401 قبل الميلاد، ساهمت سرقوسة بقوة قدرها 300 مقاتل Hoplite وجنرال في جيش العشرة آلاف تحت قيادة
سيروس الأصغر وهو مجموعة مرتزقة قاتلوا إلى جانب الإغريق ضد الفرس.
و بعد ذلك بوقت قصير، في أوائل القرن الرابع قبل الميلاد، دخل الطاغية ديونيسيوس الأول مرة أخرى في الحرب ضد قرطاج، ورغم فقدان جيلا وكامارينا حافظ على سيطرته على صقلية. بعد انتهاء النزاع بنى ديونيسيوس قلعة ضخمة على جزيرة أوتريجيا في المدينة، فضلا عن خط جدران بطول 22 كيلو مترا طوق كامل سرقوسة. وبعد فترة أخرى من التوسع التي شهدت تدمير ناكوس، كاتانيا، ولينتيني دخلت المدينة مرة أخرى في الحرب ضد قرطاج (397 قبل الميلاد)، وقد نجح الافارقة في محاصره سرقوسة ذاتها ولكنهم دحروا في النهاية بالوباء. سمحت معاهدة في عام 392 قبل الميلاد لسرقوسة توسيع ممتلكاتها، وكذلك تأسيس مدن أدرانو، وأنكونا، وأدريا، وتينداري، وتاورومينوس، وسيطرة على ريدجو كالابريا في القارة. بعيدا عن حروبه اشتهر ديونيسيوس بوصفها راعيا للفنون حتى أن أفلاطون نفسه زار سرقوسة عدة مرات.
وقد خلفه ديونيسيوس الثاني، الذي طرد من قبل ديون صهر ديونيسيوس الأول في عام 356 قبل الميلاد. بيد أن حكمه الاستبدادي أدى بدوره إلى طرده، واستعاد ديونيسيوس الثاني العرش في 347 قبل الميلاد. نصب تيموليون حكومة ديمقراطية عام 345 قبل الميلاد. سلسلة طويلة من الصراعات الداخلية أضعفت سلطة سرقوسة على الجزيرة، وحاول تيموليون معالجة هذا الوضع فهزم القرطاجيبن 339 قبل الميلاد قرب نهر كريميسوس. وتجدد الصراع بين أطراف المدينة من جديد بعد وفاته وانتهى مع صعود طاغيه آخر هو اغاثوكليس، الذي استولى على السلطة في انقلاب عام 317 قبل الميلاد. واستأنف الحرب ضد قرطاج ونجح في تحقيق نصر معنوي، ناقلا الحرب إلى أرض القرطاجيين الأصلية إفريقيا ومكبدا إياهم خسائر فادحة. بيد أن الحرب انتهت مع معاهدة السلام التي لم تمنع القرطاجيين التدخل في السياسة سرقوسة بعد موت الطاغية اغاثوكليس (289 قبل الميلاد). ثم دعا المواطنون بيروس الإبيري من اجل المساعدة. بعد فترة وجيزة في ظل سيادة إبيروس استولى هيرو الثاني على السلطة في 275 قبل الميلاد.
افتتح هيرو الثاني مرحلة استغرقت خمسين سنة من السلام والرخاء الاقتصادي، خلالها أصبحت سرقوسة أحد أشهر العواصم في العصر القديم، وقد أصدر ما يسمى Lex Hieronica والتي اعتمدت بعد ذلك من قبل الرومان في إدارتهم لصقلية، كما قام بتوسيع المسرح وبناء مذبح ضخم، وخلال فترة حكمه كان أشهر مواطنين سيراقوسيين الفيلسوف والعالم أرخميدس. الذي له العديد من الاختراعات المختلفة منها العسكرية مثل مخلب ارخميدس وسفينة سيراكوزيا، واستخدمت لاحقا لمقاومه الحصار الروماني. وعدد من الأدباء مثل ثيوكريتوس وغيره.
خليفة هيرو الثاني كان هيرونيموس الأصغر (حكم من 215 قبل الميلاد)، كسر السلام مع الرومان، الذين حاصروا المدينة بقيادة القنصل ماركوس كلوديوس مارسيلوس في عام 214 قبل الميلاد. صمدت المدينة لمدة ثلاثة سنوات، ولكنها سقطت عام 212 قبل الميلاد. ومن المعتقد أنها سقطت بسبب أن حزب سلام فتح باب صغير في جدار التفاوض من أجل السلام، ولكن الرومان مروا من خلال الباب واستولوا على المدينة وقتلوا أرخميدس في العملية.

### من الهيمنة الرومانية إلى العصور الوسطى

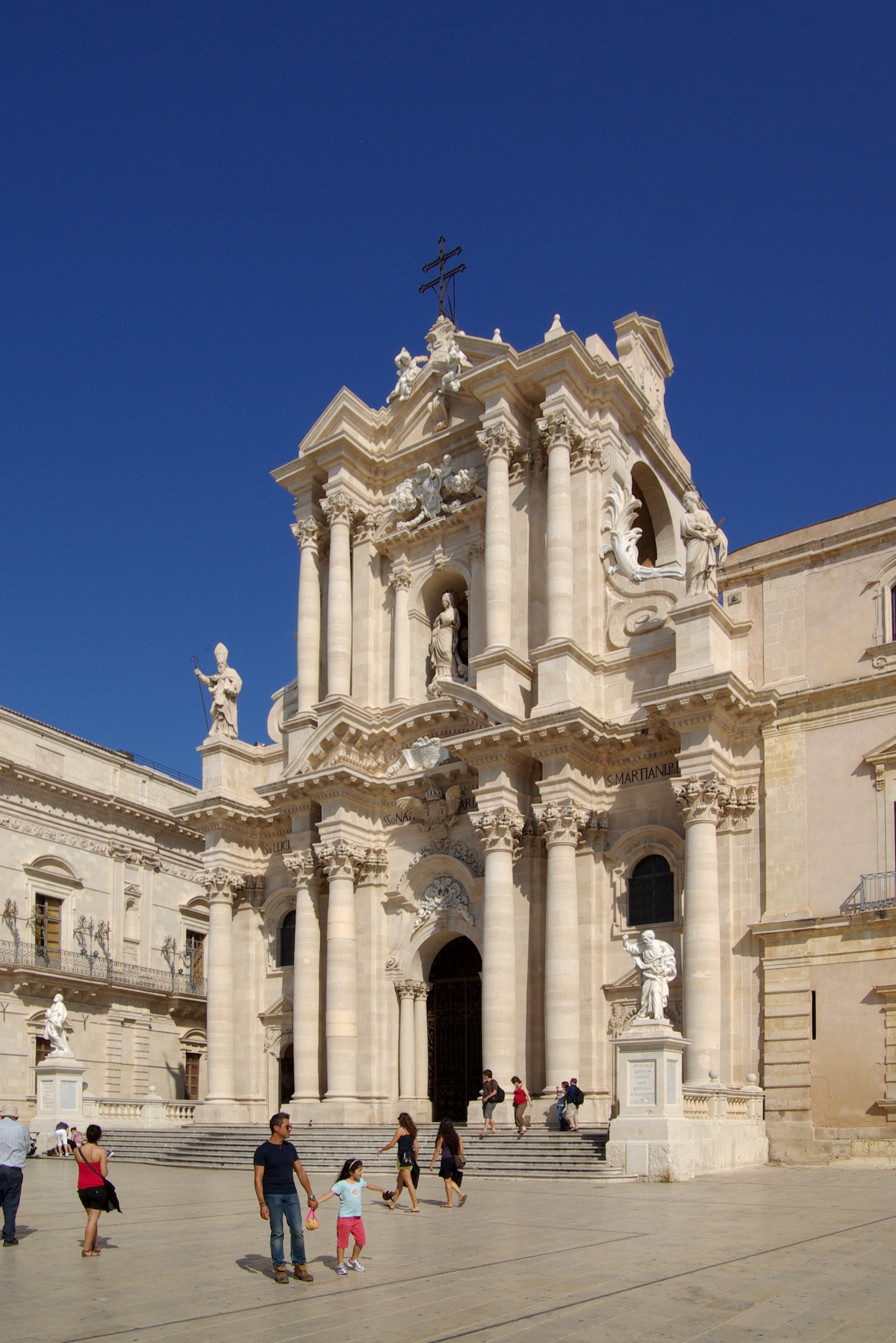
كاتدرائية سرقوسة

رغم سنين الانحطاط البطيئة ظلت سرقوسة كعاصمة الحكومة الرومانية في صقلية ومقر برياتور. وظلت ميناء هاما للتجارة بين شرق وغرب الامبراطورية. انتشرت المسيحية في المدينة من خلال جهود بولس الطرسوسي، وسانت مارزيانو أول أساقفة المدينة، الذي جعل منها أحد المراكز الرئيسية للتبشير في الغرب. في عصر الاضطهاد نحتت سراديب للموتى ضخمة كانت وهي الثانية من حيث الحجم بعدالموجودة في روما.
و بعد فترة من الحكم الوندال سيراكيوز والجزيرة استردتها الامبراطورية البيزنطية (31 كانون الأول 535) بقيادة باليساريوس. وبين عامي 663 إلى 668 كانت سرقوسة مقر الإمبراطور كونستانس الثاني، وكذلك كعاصمة لكنيسة صقلية.
سقطت في يد المسلمون بعد حصارها فافتتح قرنين من حكم المسلمين. خسرت سرقوسة مكانتها كعاصمة لصالح باليرمو. حُولت الكاتدرائية إلى مسجد ووأُعيد بناء أحياء جزيرة أُتيجية تدريجيا وفق الأساليب الإسلامية، وحافظت المدينة على علاقاتها التجارية المهمة، وكان بها ازدهار نسبي في الحياة الثقافية وفنية بها: كان عاش بها شعراء عرب عديدون من أمثال الشاعر ابن حمديس أهم شعراء الصقليين في القرن الثاني عشر.
في عام 1038 استعاد الجنرال البيزنطي جورج مانياسيس المدينة مرسالا رفات سانت لوسي إلى القسطنطينية. وسميت باسمه قلعة على رأس أُتيجية، رغم أنها بنيت تحت حكم هوهنشتاوفن. ودخل النورمان سرقوسة إحدى آخر معاقل العرب حصينة، في عام 1085 وبعد حصار صيفي طويل منقبل روجر الأول وابنه جوردان هاوتيفيلي، الذي نصب كونت للمدينة. بنيت أحياء جديدة، وجرى ترميم الكاتدرائية وغيرها من الكنائس.
سيطر عليها الملك هنري السادس عام 1194. وبعد فترة قصيرة من حكم جنوة (1205-1220)، الذي يحبذون تعزيز التجارة، وسيطر على سرقوسة الإمبراطور فريديريك الثاني، الذي بدأ تشييد قلعة مانياتشي وقصر الأساقفة وقصر بيلومو. أعقب وفاة فريدريك فترة من الاضطراب والفوضى الإقطاعية. في الصراع الدائر بين الممالك أنجو وأراغون، وقفت سرقوسة إلى جانب أراغون وهزمت انجوو في 1298، وتلقت من الملوك الإسبان الامتيازات كبيرة كمكافاة. وبرزت ألوية العائلات البارونية من خلال عن بناء قصور أبيلا وكيارامونتي ونافا ومونتالتو .

### سرقوسة الحديثة
تعرضت المدينة في القرون التالية لزلازلين مدمّرين في عامي 1542 و 1693، وفي عام 1729 لوباء الطاعون. غيّر التدمير في القرن السابع عشر ملامح سرقوسة إلى الأبد، كما حدث في كل وادي نوتو فقد أعيدت بناء المدن وفق النمط الباروكي الصقلي وهو يعتبر الشكل الفني السائد في جنوب إيطاليا. أدى انتشار الكوليرا في 1837 إلى التمرد ضد حكومة بوربون. وكانت العقوبة نقل عاصمة مقاطعة إلى نوتو، لكن الاضطرابات لم تخمد كليا، فشارك سيراقوسيون في ثورة عام 1848.
بعد توحيد إيطاليا عام 1865، استعادت سرقوسة مكانتها كعاصمة للمقاطعة. وفي عام 1870 تم هدم الجدران وبناء جسرا يربط البر الرئيسي إلى جزيرة أُُرتيجية. وفي السنة التالية أنشئت خط السكة الحديدية.
و في الحرب العالمية الثانية لحق بها دمار كبير ناجم عن قصف الحلفاء والألمان في عام 1943. بعد نهاية الحرب شهدت الأحياء الشمالية لسرقوسة توسع كبير وغالبا فوضوي بفصل سرعة تحول المدينة إلى التصنيع.
يتجاوز عدد سكان سرقوسة اليوم 125,000 نسمة، وبها العديد من مناطق الجذب للزائرين المهتمين بالموقع التاريخية (مثل الاذن لديونيسيوس). عملية استرجاع واستعادة المركز التاريخي ما زال مستمرا منذ التسعينات.

## أهم المعالم

### الآثار القديمة
- معبد أبولو تحول إلى كنيسة زمن بيزنطيين وإلى مسجد تحت الحكم العربي.
- ينبوع أريتوزا في الجزيرة أُُرتيجية. ووفقا للأسطورة، اصطاد السلطعون الحورية أريتوزا ووضعت هنا.
- المسرح وكان مدرجه واحد من أكبر ما بناه الإغريق: به 67 صفا مقسمة إلى 9 قواطع مع 8 ممرات. لم يبقَ إلا آثار من الركح والأوركسترا حيث أن الصرح (لا يزال يستخدم حتى اليوم) عدله الرومان، الذين تكييفوه بأسلوبهم المختلف في العروض بما في ذلك أيضا ألعاب السيرك. قرب مسرح توجد محاجر latomìe، واستخدم أيضا كسجون في الأزمنة القديمة وأشهر معالمها «أذن ديونيسيوس».
- المدرج الروماني، من عصر الإمبراطورية الرومانية. وقد انتزع أجزاء من حجارته. في وسط منطقة فراغ مستطيل هو الذي استخدم في آلية المشاهد.
- ما يسمى قبر أرخميدس في غروتيكيلي نيشروبوليس. زينت مع اثنين من الأعمدة، وكان قبراً رومانيا.
- معبد زيوس الأولمبي يقع على بعد حوالي 3 كيلومترات خارج المدينة، بُني حوالي القرن السادس قبل الميلاد.

### معالم أخرى
- قلعة مايناتشي، شيدت بين 1232 و 1240، هو مثال للهندسة العسكرية في عهد فريدريك الثاني. وهي مربعة الهيكل مع برج دائري في كل زواية. ولعل أبرز ما يميزها هي البوابة، مزينت بزخرفة رخامية.
- المتحف الأثري الهام بما يحويه من الاكتشافات المحصل عليها من أواسط العصر البرونزي إلى القرن الخامس قبل الميلاد.
- قصر لانسا بوكيري (القرن السادس عشر).
- قصر ميرغوليزي مونتالتو (القرن الرابع عشر)، والذي يحتفظ بواجهته القديمة من القرن الرابع عشر، مع بوابة مميزة.
- قصر المطران (القرن السابع عشر، بعد تعديلها في القرن اللاحق). ويضم المكتبة الألاغونية تأسست في أواخر القرن الثامن عشر.
- قصر فيرميكسيو الحاليا قاعة المدينة، التي تضم أجزاء من المعبد الإيوني (القرن الخامس قبل الميلاد).
- قصر فرانشيكا نافا، مع اجزاء من المبنى الأصلي من القرن السادس عشر.
- قصر بينيفينتانو دل بوسكو، أصلا بني في العصور الوسطى ولكن عدل على نطاق واسع بين عام 1779 وعدلت 1788 وبه ساحة جميلة.
- قصر ميلياتشيو (القرن الخامس عشر)، مع ديكورات ترصيع الحمم البركانية ( lava inlay ).
- قصر مجلس الشيوخ.
- القلعة يوريالوس من بني تسعة كيلومترات خارج المدينة من قبل ديونيسيوس الأكبر والذي كان واحدا من أقوى حصون في العصور القديمة. وكان به ثلاثة خنادق مائية مع سلسلة السراديب تحت الأرض لأغراض عسكرية.